# Slaveri i Umayyadkalifatet
|  | Expansion under Profeten Mohammed, 622–632 |

|  | Expansion under de fyra rättfärdiga kaliferna, 632–661 |

|  | Expansion under det umayyadiska kalifatet, 661–750 |

Den umayyadiska dynastin (661–750) när dess utbredning var som störst.

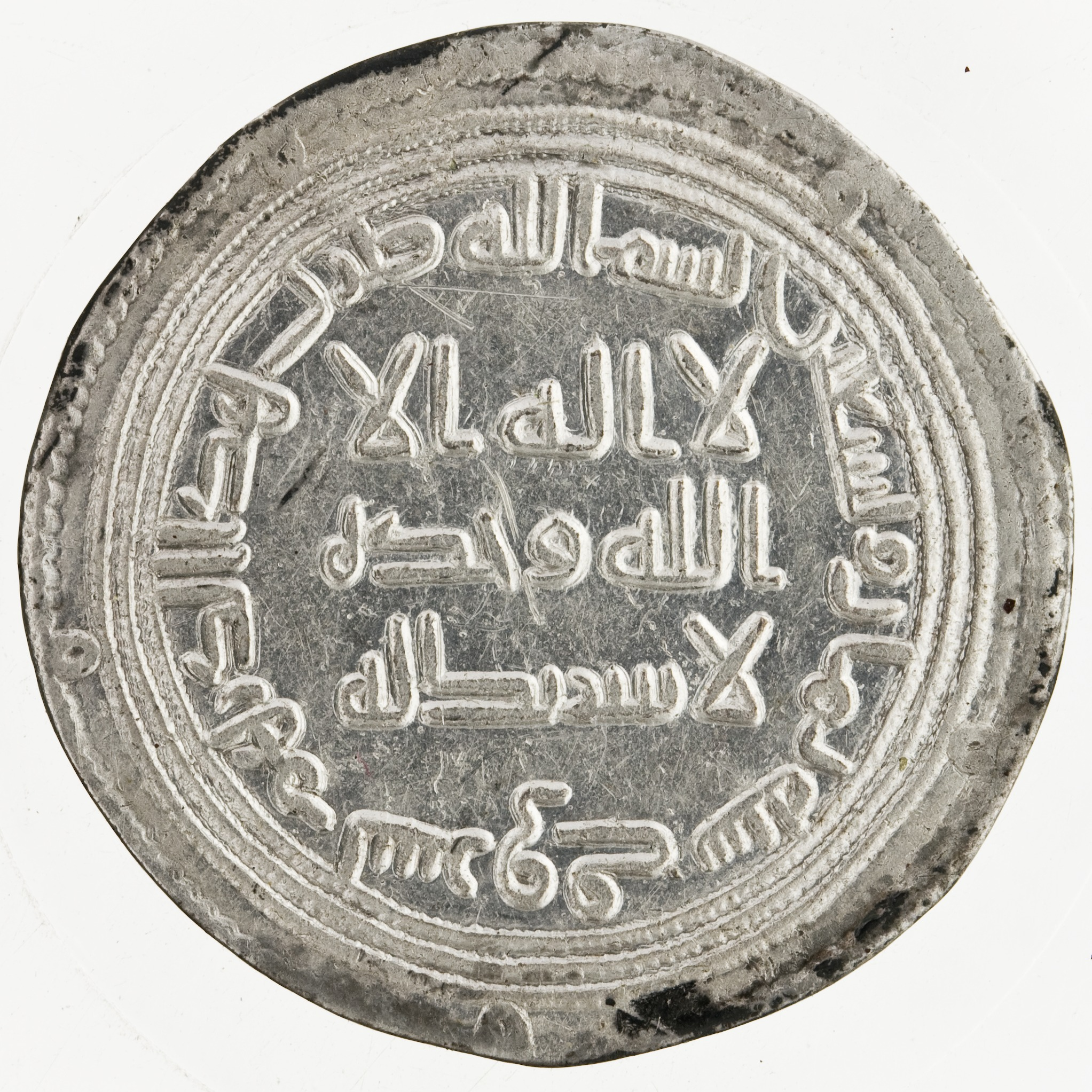
Silverdirham utgiven av Sulayman ibn Abd al-Malik, baksida.

Slaveri spelade en stor social och kulturell roll i Umayyadkalifatet, som omfattade större delen av Mellanöstern mellan 661 och 750, med centrum i Damaskus i Syrien. 
Slavhandeln i Umayyadkalifatet var massiv och utvecklades parallellt med den militära expansionen, då krigsfångar och civila ur besegrade folk förslavades och slavar krävdes i tribut och skatt från besegrade folk. Det var en fortsättning på slavhandeln med krigsfångar som hade förekommit även under Rashidunkalifatet, men expanderade parallellt med att erövringarna och de militära kampanjerna expanderade. 
Systemet med militärt slaveri utvecklades och växte i betydelse under denna epok, även om den inte blev fullt utvecklad förrän under den följande. Haremsväsendet med konkubiner hade funnits redan tidigare, men det växte då kalifatets hov blev permanent bofast och utvecklade en palatskultur i Damaskus.

## Bakgrund
Slaveriet och slavhandeln i Umayyadkalifatet var till sin grund en fortsättning på slaveriet i Rashidunkalifatet. Slaveriet i Rashidunkalifatet byggde främst på en handel med krigsfångar som togs under den första etappen av den islamiska expansionen och som enligt religionens bud ansågs legitima att förslava, även om en vissa kommersiell slavhandel med personer som tillfångatagits av slavhandlare också förekom. 
Slavsoldater deltog redan i Muhammeds första militära slag,  ofta mawla-konvertiter, och den afrikanska slaven Mihja har kallats den första muslimen som avled i ett militärt slag.
I Slaget vid Badr beräknas åtminstone 24 slav-mawla-soldater ha deltagit.
Umayyadkalifatet fortsatte enligt de principer som hade rått i Rashidunkalifatet, och fokuserade fortsatt på formatet med krigsfångar och tributer. Den hade därmed samma karaktär, och kan betraktas som samma typ av slavsystem. Umayyakalifatet kom dock att kraftigt expandera det befintliga systemet på grund av sin territoriella expansion, vilket gav betydligt fler krigsfångar än vad som tidigare hade förekommit. Umayyadkalifatet kom också att lägga grunden för den förändring av slavsystemet som skulle komma att äga rum under dess efterträdare Abbasidkalifatet genom två faktorer. Det ena var vidareutvecklingen av det militära slaveriet, som kom att spela allt större roll, och det andra var

## Slavhandel
Slavhandeln i Umayyadkalifatet byggde på den kombination av förslavande av krigsfångar, tributer och beskattning i form av slavar, i parallell med kommersiell slavhandel som ägde rum under Rashidunkalifatet. 

### Krigsfångar
Under Umayyadkalifatet fortsatte den militära expansion som försiggått under Rashidunkalifatets tid och utvidgade imperiet i öster vidare bortom Persien mot Centralasien och Indien; och i väster över hela Nordafrika, Spanien och fram till Sydfrankrike. 
Den militära expansionen föregick parallellt med en massiv slavhandel knuten till krigföringen, där icke muslimska krigsfångar dödades eller gjordes till slavar. Det skedde i enlighet med den islamiska principen om att det var legitimt för muslimer att förslava kafir (icke-muslimer) från Dar al-Harb (icke-muslimska länder). 

#### Centralasien
Under sin kampanj mot Khatun av Bukhara i Centralasien på 670-talet tillfångatog umayyaderna 80 turkiska krigsfångar, bröt sitt löfte att återlämna dem, och förde dem i slaveri till Arabien, där de gjorde uppror och begick självmord.

#### Iberiska halvön och Frankrike
Under erövringen av det Visigotiska riket i Spanien och Sydfrankrike förslavades främst kvinnor och barn. Det noteras att män dödades medan kvinnor och barn förslavades i både Zaragoza 712 och i Narbonne 720, en sed som var så vanlig att erövrarna i förhandlingar med städer som önskade överlämna sig, lovade att inte förslava de som frivilligt underkastade sig muslimskt styre, något som visas av ett bevarat sådant avtal mellan Abd al-Aziz och den lokala visigotiska makthavaren Theodemir i sydöstra Spanien i april 713.
Slavar kunde tas bland icke kristna inom riket efter uppror. Den kristna änkan efter en upprorisk morisk guvernör i Spanien, Lampegia, placerades som slav i kalifens harem i Damaskus efter att hennes make gjort uppror på 720-talet.

#### Indien
Efter Umayyadkalifatets erövring av Sindh förslavades den besegrade hindukungens änka, som blev sexslav till den umayyadiska befälhavaren, och hans dotter Surya Devi och hennes syster, som fördes till kalifen i Damaskus som sexslavar.

### Mänskliga tributer
Slavar kunde komma från tributer. Detta syftar på slavar som levererades efter avtal mellan ett folk som lidit nederlag och sedan enligt avtal förbundit sig att utlämna människor som mänskliga tributer som en form av beskattning. 

#### Baqt
En permanent tillförsel av slavar kom från nuvarande Sudan via den tribut på 400 slavar som på kalifatets begäran varje år erlades av det kristna Kungariket Dongola, en tribut kalifatet krävt sedan 650 och var känd som baqt, och som fortsatte till 1300-talet. 

### Kommersiell slavhandel
Kommersiell slavhandel syftar på slavar som köptes av professionella slavhandlare. 

#### Slavhandeln på Röda havet
Före islam tycks en stor del av slavarna på den arabiska halvön ha utgjorts av inhemska krigsfångar, som tillfångatogs av andra arabiska stammar under de ständiga arabiska stamkrigen. Det förekom även en kommersiell handel med slavar som importerades från Afrika över Röda havet till den arabiska halvön, en handel som pågick sedan åtminstone första århundradet och som fortsatte även efter uppkomsten av islam.
Islam hade förbjudit att muslimer tog andra muslimer som slavar, vilket gjorde att förslavandet av andra araber minskade sedan den arabiska halvön övergått till islam och samtidigt gjorde att slavhandeln över Röda havet växte. Slavhandeln på Röda havet avslutades inte förrän på 1960-talet.

## Slavmarknad
Under Umayyadkalifatet erövrades än fler urbaniserade områden än under dessa föregångare, där kalifatets elit nu blev permanent bofasta och utvecklade andra ekonomiska aktiviteter och ett mer sofistikerat hovliv och statsapparat. Parallellt med att de större militära erövringarna ökade handeln med krigsfångar, innebar det både en ökad tillgång och användning av slavar i Umayyadkalifatet, även om tillgången byggde på samma grund som under Rashidunkalifatet. 

### Kvinnliga slavar
Slavinnor kunde delas upp i kategorierna  jariya eller jawari (även kallad ama och khadima), arbetade som tjänare och kunde delas sexuellt med andra män; en mahziyya var en jariya som användes exklusivt som konkubin och kunde kosta tusentals dirham; en slavinna som fött ett barn som hennes ägare erkände som sitt, blev en um walad som inte längre kunde säljas men dock förblev sin befintliga ägare slav; en qina eller qiyan var en slavinna som utbildats till underhållare inom sång, musik, poesi, dans, recitation, och var en mycket dyr kategori.

#### Sexuellt slaveri
Haremsinstitutionen utvecklades, med många kvinnor som togs tillfånga och förslavades under krigstågen och därefter placerades i haremen i sexuellt slaveri som konkubiner. Denna form av slaveri hade alltid förekommit men expanderat kraftigt med den Islamiska erövringen av Persien under Rashidunkalifatet 651, en utveckling som fortsatte under Umayyaderna.  
Vissa befälhavare under Umayyadernas militära kampanjer kunde tilldelas upp till 500 konkubiner. 
Enligt Ibn Sa'ds uppgift var en tredjedel av sönerna till adelsmännen i Umayyadkalifatet söner till slavkonkubiner. 

Under umayyaderna behandlades inte söner födda av hustrur och söner födda till slavinnor som jämlika: slavsöner som erkändes av umayyaderna ansågs ändå inte lämpliga som tronarvingar, och det var först under abbasiderna som dessa ansågs kunna ärva tronen. 
Slavmödrar, Umm walad-slavinnor, som längre fram inte längre fick säljas eller köpas, blev fortfarande köpta och sålda och även uthyrda under de första seklen av islam fram till sin ägares död.
Efter erövringen av Medina av Umayyadarmén efter slaget vid Harra 683 föddes "Harras barn" nio månader senare av muslimska kvinnor, något som visade att retoriken där islamisk lag tillät våldtäkt av fiendens kvinnor även gällde icke-slavinnor.

#### Artister
Under denna tid utvecklades också seden med förslavade kvinnliga artister kända som qiyan. Närvaron av kvinnliga slav-artister som underhållare och sällskap hade varit en viktig del av offentlig representation av en härskare status i Arabien redan före islam, och denna sed spelade en viktig roll även vid Umayyadernas hov; qiyan-institutionen utvecklades inte fullt ut förrän under följande kalifat, men de fick en allt viktigare roll då de fria muslimska kvinnornas frihet blev allt mer beskuren under denna period.

När fria muslimska kvinnor alltmer förvisades till harem, växte qiyan-artisternas betydelse, då de som slavinnor fick röra sig fritt bland män, och många slavkurtisaner uppnådde stor berömmelse, så som Azza al-Mayla och Jamila.

### Umayyadernas harem
Umayyaderna började utveckla ett avancerat hovliv när de flyttade från Arabien till sin nya huvudstad Damaskus, där ett omfattande palatskomplex började bildas i slutet av 600-talet. Det innebar också ett större harem. Ytterligare en faktur var att kalifatet under umayyaderna blev ärftligt och att en tronföljd därmed skapades. 
En av de mest omtalade konkubinerna under umayyiderna var Hababah, som har beskrivits som ett varnande exempel på grund av hennes inflytande. 
Berbiska konkubiner var särskilt eftertraktade som barnaföderskor i Umayyadkalifatet, och kalifen Hisham ibn Abd al-Malik bad till exempel sina guvernörer i Nordafrika att sända honom berbiska slavinnor som kunde fungera som um walad.

Slavkonkubinerna som blev mödrar till barn som erkändes av deras slavägare blev umm walad, och kunde därmed inte längre säljas; men deras barn sågs inte som jämlika barnen till fria hustrur eftersom de inte var araber, och deras söner ansågs inte kunna ärva kaliftronen.
Den högsta titeln i Umayyad-haremet var umm albanin ("mor till söner"). 
Umayyadkalifatet var en tid när den arabiska etniciteten tillmättes stor betydelse mot före detta slavar och konvertiter.
Under umayyadernas epok var dock haremet ännu inte så fullständigt könssegregerat som det skulle bli under abbasiderna: hustrur och mödrar till kaliferna tilläts fortfarande under denna tid att ge audiens till manliga gäster. 
Um al-Banin, gift med kalif Al-Walid I, bad framgångsrikt sin make om tillstånd att få träffa guvernören Al-Hajjaj av Irak och Iran sedan han hade sagt: "women are just for pleasure, and not to be trusted with a secret or to be consukted about affairs of the state"; hon lät honom vänta länge, och kallade sedan in honom och sade: "the Caliph will not take your opinion about his women seriously. You are the most trivial person living, and this is why god has chosen you to destroy the ka'ba [during the trevolf of Ibn al-Zubayr] and kill the grandson of Calip Abu Bakr", varefter hennes jawari-slavinna visade ut honom.

### Manliga slavar
I kalifatet var kvinnliga slavar mer prioriterade än manliga. Det var dock under Umayyadkalifatet som det militära slaveriet, som senare skulle komma att spela en stor roll för slaveri av män i den muslimska världen, började utvecklas och expandera. 

#### Enucker
Eunucker tillhörde en kategori manliga slavar som kom att bli allt vanligare parallellt med utvecklingen av haremsystemet. Seden att använda eunucker som tjänare och vakter i harem har en förebild i Muhammeds eget liv, då använde eunucken Mabur som tjänare till sin konkubin Maria al-Qibtiyya (båda var slavar: han hade fått båda som gåvor från Egypten).
Eunuckerna började gradvis få fler viktiga hovtjänster utanför haremet sedan kalif Abd al-Malik utnämnt eunucker till ämbetet hajibs vid palatsdörren, medan kalif Marwan II lät en eunuck ta hand om hans insignier och vara livvakt åt hans harem under hans egen flykt från abbasiderna.
Efter detta blev eunucker en allt vanligare kategori av slav i den muslimska slavmarknaden, och systemet att använda eunucker för tjänster inom hov och administrativa ämbeten fick sitt genombrott under abbasiderna.

#### Militärt slaveri
Militärt slaveri med slavsoldater utvecklades under denna epok, men hade ännu inte blivit den dominerande, permanenta institution som den senare skulle komma att bli. Seden med slavsoldater började under Umayyadkalifatet men blev slutligt utvecklat under Abbasiderna.
Slavsoldater var ett fenomen som hade förekommit sedan antiken, men som aldrig hade spelat någon större roll i Medelhavsområdet. Det var först under islam som fenomenet militärt slaveri kom att spela en allt större roll, med större antal slavsoldater.
Under islams första sekler var definitionen av militärt slaveri oklar, då både slavar och före detta slavar kunde definieras som slavsoldater; vissa slavar stred som soldater i egenskap av muslimer snarare än för att de hade tilldelats denna roll som slavsoldater, vissa slavar frigavs sedan de hade stridit som soldater för islam, medan vissa före detta slavar blev soldater i de muslimska arméerna efter att de redan hade frigetts. 
Slavsoldater betecknades ofta som mawla, en term som i sig hade en oklar betydelse och kunde syfta både på slavar och före detta slavar. 
Utvecklingen av militärt slaveri är därför oklar, men det står klart att den expanderade kraftigt under Umayyadkalifatet. 
Under den islamiska expansionen på 600- och 700-talen då icke muslimska folk underkastades det muslimska kalifatets styre sattes en metod i system där icke muslimska män ur de besegrade fiendefolken som berber och perser tillfångatogs, förslavades, tvingades att konvertera till islam och därefter värvades in i kalifatets armé, något som utökade soldaternas antal i takt med erövringarna; dessa män var tekniskt sett fria vid den tidpunkt de gjordes till soldater, men metoden suddade ut skillnaden mellan fria soldater och slavsoldater. 
Under Umayyadkalifatets omfattande erövringar kom slavsoldater att spela en ofta viktig roll och uppnå ett betydande antal av armén.

#### Slavarbetare
Umayyadkalifen Abd al-Malik sände bysantinska krigsfångar som slavar till sina egendomar i Yamama vid Riyadh för att arbeta, där de gjorde uppror och dödades av lokala stamkrigare.